# Aerys II Targaryen
Aerys II Targaryen, även känd som The Mad King, är en karaktär i bokserien Sagan om is och eld av George R. R. Martin. Han är död sedan länge när bokserien inleds (och medverkar därför inte i Game of Thrones, TV-serien som baseras på böckerna), men nämns ofta av de andra karaktärerna.
Aerys var kung över kontinenten Westeros och satt på järntronen. Han var en medlem av Targaryen-släkten och var gift med sin syster, Rhaella Targaryen. Tillsammans hade de tre barn: Rhaegar, Viserys och Daenerys. Daenerys föddes dock först efter Aerys död.
I sin ungdom var Aerys charmig och en relativt bra kung, men i och med att tiden gick och han blev äldre blev han mer och mer paranoid. Han såg förrädare överallt, var avundsjuk på sin gamle vän Tywin Lannister, kungens hand, och fruktade ständigt att någon skulle ta över makten från honom. Under sina sista år vid makten blev han galen på riktigt. Han började bränna upp folk levande, blev sexuellt upphetsad av eld och våldtog och misshandlade sin fru upprepade gånger. Trots att han var runt 40 år vid sin död, såg han ut att vara betydligt äldre. Han var smal, hade långt silvergyllene hår och smutsiga långa naglar som han aldrig klippte, då han var livrädd för vassa föremål. Mot slutet av Robert's Rebellion, kriget som slutade med att Targaryen-släkten till stor del utplånades, planerade Aerys att bränna upp hela King's Landing, huvudstaden i Westeros. Aerys blev till slut mördad av sin egen kungsvakt, Jaime Lannister, son till Tywin, innan han kunde sätta sin plan i verket.